# 三浦理香子
三浦 理香子（みうら りかこ、 - ）は、日本の女優・舞台女優。千葉県生まれ、千葉育ち。

## 経歴
- 2001年、千葉県浦安市に生まれる。
- 2007年、小学校1年生の頃から自らの意志でミュージカルの舞台出演を始める。
- 2015年、ミュージカル「アニー」のジュライ役を好演[1]。
- 2023年3月、東京海洋大学海洋工学部卒業。
- 2023年9月、映画「ニ十歳に還りたい。」でメインヒロインの山根明香役を演じる[2][3][4]。
- 映画「ゴジラ－1.0」では本人出演はないものの浜辺美波のスタンドインとして製作に参加。

## 人物
- 2歳から4歳までの期間、アメリカで生活する。
- 小学校からインターナショナルスクールに通い英語を学び続け、英会話が堪能。英語によるミュージカルの合掌も得意となり、その後、英検準一級を取得。
- 学生時代はバスケットボールで2013年に優秀選手賞を受賞。
- 長らくアルファセレクションに所属していたが、2023年12月末日をもって業務提携となり独立。
- 先天性の心臓病を患っていた16歳の少女から人生初のファンレターを受け取り、Instagramの写真から似顔絵を描いてもらうなど、お互いに元気づけられ親交を深めた。少女とは実際に会う前に他界した為、会う事は叶わなかったが、「ずっと自分のために仕事を続けてきた。誰かの力になれていることを初めて知った。」とつづっている[5]。

## 出演

### 映画
- 「ニ十歳に還りたい。」（2023年） - メインヒロイン、山根明香 役
- 「The Lucky Charm」（2022年） - 主演
- ゴジラ-1.0（2023年11月3日公開、東宝）

### テレビドラマ
- KTV「罠の戦争」3話、5話、10話（2023年） - ⼣実 役
- 東放学園映画専⾨学校卒業制作「ダイオプサイトへの導き」 - 主演
- NHK「ちむどんどん」第88回（2022年）  - 重⼦（回想） 役
- WOWOW「ひとりで飲めるもん!」2話（2021年）
- WOWOW「ワンナイト・モーニング」2話/最終話（2021年）

### CM/広告
- CASETiFY Japan （2024年）- 彼女役
- ヤマハ音楽教室 webCM（2023年）
- ネイティブキャンプ webCM（2023年） - 上級受講者 役
- アイリスオーヤマ開発物語（2023年） - 新⼊社員 役（主⼈公）
- 東京個別指導学院 webCM（2022年）  - 講師役
- Google Chrome webCM （2022年） - ナレーション
- 東京建物 TVCM （2021年） - 後輩社員役
- P&Gジャパン ボールド ラジオ CM（2021年） - ナレーション
- NTT docomo webCM（2021年）
- リクルートホールディングス スーモカウンター（2020年） - ナレーション

### 舞台
- 丸美屋食品ミュージカル【アニー】（2015年） - ジュライ 役

### TV
- 佐久間宣行のNOBROCK TV（2023年5⽉）